# Илиана Илиева
Илиана Иванова Илиева е бивша национална състезателка по художествена гимнастика, заслужил майстор на спорта (1983).

## Биография
Илиана Илиева е родена на 23 юли 1966 г. в гр. Кюстендил, където започва да тренира в местната школа по художествена гимнастика.
Носителка на Купата на Интервизията (Полша, 1979). Републиканска шампионка на многобой и уреди (1978 и 1979). Балканска шампионка на бухалки (Турция, 1982). Победител в международни турнири по художествена гимнастика (Полша и Унгария, 1983). Носителка на Купата „1300 години България“ (Япония, 1982). Световна шампионка в ансамбловото съчетание (Страсбург, 1983).
Носител на орден „Червено знаме на труда“, златен (1983).
Удостоена със званието „почетен гражданин на Кюстендил“ през 1983 г.